# Водники
Во́дники — село Івано-Франківського району Івано-Франківської області. Входить до складу Дубовецької сільської громади.

## Історія
Перша згадка про село датується 12 вересня 1435 року. У податковому реєстрі 1515 року в селі документується 1/2 лану (близько 12 га) оброблюваної землі.

## Сучасність
В селі наявний Храм Вознесіння Господнього громади ПЦУ, збудований у 1991 році.
27 січня 2019 р. на фасаді школи відкрили пам’ятну дошку Олександру Вовчуку.